# Sentència arbitral de Baiona
|  | No s'ha de confondre amb Tractat de Baiona (1462). |

La Sentència arbitral de Baiona fou un pacte arbitrat per Lluís XI de França el 1463 sobre la causa que enfrontava els reis Joan II de la Corona d'Aragó i Enric IV de Castella, després que el Consell del Principat hagués destronat Joan com a sobirà de Catalunya i hagués proclamat el monarca castellà en el context de la Guerra Civil catalana.

## El context de la guerra
Després d'anys de tensions entre les autoritats catalanes i Joan II, la fugida de la reina Joana Enríquez i el seu fill Ferran de Barcelona el març del 1462 va precipitar l'inici ineludible de la Guerra Civil catalana. Quan les autoritats catalanes destronaren Joan el Sense Fe van decantar-se finalment per entronitzar Enric IV de Castella com a sobirà de Catalunya. Aquesta decisió canviava la tradicional situació geopolítica al sud dels Pirineus, cosa que va inquietar el regne de França regit per Lluís XI: precisament per destensar les relacions entre Castella i França es va acordar promulgar la Sentència arbitral de Baiona.

## La sentència
La sentència arbitral de Lluís XI fou pactada i promulgada a Baiona el 23 d'abril de 1463. Enric IV de Castella havia de tornar les places fortes que havia envaït als regnes de Navarra, Aragó i València, i també havia de retornar-li la sobirania sobre el Principat de Catalunya (i la ciutat de Barcelona). En canvi, Joan II d'Aragó havia de renunciar a les rendes que tenia a Castella com a Trastàmara i entregar la plaça navarresa de Lizarra.
A més a més, una de les clàusules establia que si en els tres mesos vinents Catalunya se sotmetia de nou a l'obediència de Joan II, aquest tornaria a l'statu quo anterior a la guerra: acataria de nou les lleis del país, ratificaria altre cop la Concòrdia de Vilafranca i atorgaria un perdó general per pacificar la situació.

## Conseqüències
Tot i que cap dels dos monarques va quedar content d'aquella sentència, en els dos mesos següents Enric IV va descartar l'opció d'esdevenir el rei dels catalans. La sentència també tingué l'efecte de deixar aïllada Catalunya del concert internacional entre les cancelleries europees i la qüestió va quedar relegada a una escala regional. En tercer lloc, va augmentar la influència hispànica de Lluís XI de França.